# 唐の十八陵
唐の十八陵（とうのじゅうはちりょう）は、中国陝西省西安市の北に点在する唐代の皇帝の陵墓の総称。
武則天も加えた唐代の21人の皇帝のうち、それぞれ現在の河南省と山東省に葬られた昭宗と哀帝を除く19人の陵墓がこれに含まれる。武則天は夫である高宗と合葬されているため、陵墓の数は18となる。

## 十八陵と被葬者の一覧
- 献陵 - 高祖
- 昭陵 - 太宗
- 乾陵 - 高宗および武則天
- 定陵 - 中宗
- 橋陵 - 睿宗
- 泰陵 - 玄宗
- 建陵 - 粛宗
- 元陵 - 代宗
- 崇陵 - 徳宗
- 豊陵 - 順宗
- 景陵 - 憲宗
- 光陵 - 穆宗
- 荘陵 - 敬宗
- 章陵 - 文宗
- 端陵 - 武宗
- 貞陵 - 宣宗
- 簡陵 - 懿宗
- 靖陵 - 僖宗